# Crumb
Crumb je američki indie rock-sastav. Godine 2016. osnovali su ga Lila Ramani (gitara, vokal), Jesse Brotter (bas-gitara, vokal), Bri Aronow (sintesajzer, klavijatura, saksofon) i Jonathan Gilad (bubnjevi), koji su se upoznali tijekom studija na Sveučilištu Tufts.

## Karijera
Ramani, Brotter, Aronow i Gilad upoznali su se na Sveučilištu Tufts. Zajedno su živjeli i svirali do 2016., kad su snimili pjesme koje je Ramani pisala u srednjoj školi i na fakultetu. Sastav je potom objavio prva dva EP-a: Crumb (2016.) i Locket (2017.). Skupina je samostalno objavila ta dva uratka, a u ograničenoj ih je nakladi na gramofonskoj ploči i kaseti objavio Citrus City Records.
Sastav je 14. lipnja 2019. objavio debitantski studijski album Jinx. Dobio je pozitivne kritike.
Dana 10. ožujka 2021. sastav je objavio singl „Trophy”. Popratni je glazbeni spot režirao Haoyan of America te sadrži animacije Truba Animationa. Drugi studijski album Ice Melt objavljen je 30. travnja 2021.

## Glazbeni stil
Pišući za Indie Current, Angel E. Fraden Crumbov je glazbeni stil na EP-u Locket nazvao „psihodeličnim slacker rockom”. Nina Corcoran opisala je stil skupine u časopisu Paste kao mješavinu „psihodelije iz 60-ih, opuštenog džeza i slobodnog indie rocka”.

## Diskografija
Studijski albumi
- Jinx (2019.)
- Ice Melt (2021.)